# MPS 803

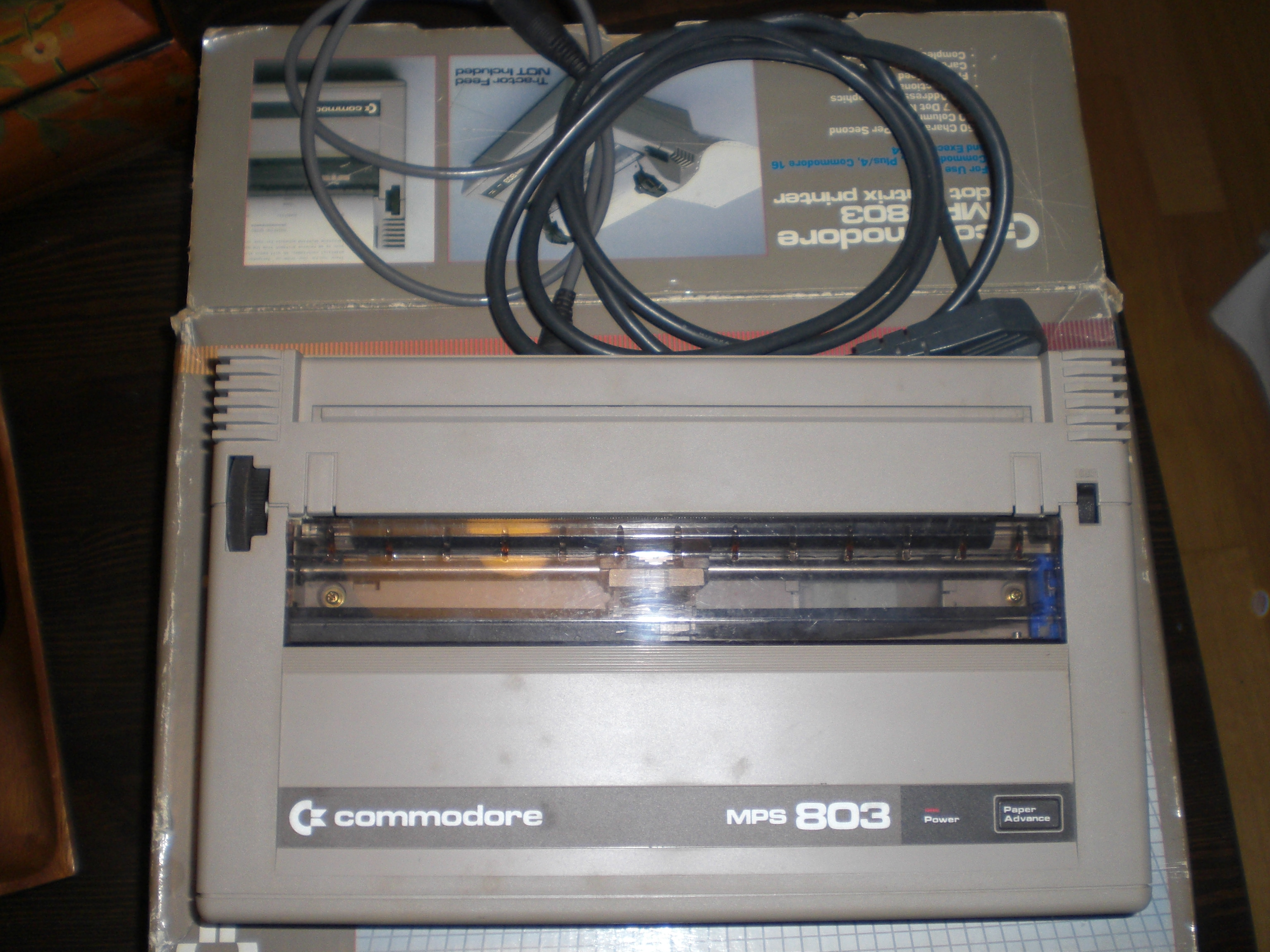
MPS 803

Der MPS 803 ist ein 7-Nadeldrucker der Firma Commodore aus der MPS-Serie, der im Jahre 1985 auf den Markt gebracht wurde. Der Matrixdrucker wurde mit Einzelblättern oder Endlospapier betrieben und druckte mit 7x6-Matrix bei 10 Zeichen pro Zoll und 60 Zeichen pro Sekunde in bidirektionalem Druck. Das Gerät wurde nicht von Commodore selbst entwickelt und gebaut, sondern von der Firma Brother, die mit dem M-1009 einen fast baugleichen Centronics-Drucker produzierten.

## Details
Der MPS 803 wurde von Commodore in zwei Ausführungen geliefert, eine im typischen grau und eine für die 264-Serie in schwarz. Im Gegensatz zum MPS 801 kann der Drucker normale Einzelseiten verarbeiten. Er konnte keine Unterlängen erzeugen, das wurde erst später durch Softwaretricks möglich. Buchstaben mit Unterlängen wurden einfach angehoben und schweben erhaben über den Rest des Wortes. Die Schnittstelle zum Rechner war der CBM-Bus, eine proprietäre serielle Variante von IEEE-488. Der Drucker war grafikfähig, konnte also außer Text auch Grafiken drucken. Neben dem kompletten ASCII-Zeichensatz konnte er auch alle Commodore-Grafikzeichen drucken, auch Sperrschrift und Negativschrift war möglich.
Der Papiereinzug des MPS 803 ist für Einzelblätter und nur bedingt für Endlos-Rollenpapier geeignet. Der Papiertransport geschieht über eine Gummiwalze, es fehlt ein Traktorantrieb. Letzterer konnte hinzugekauft werden.

## Technische Daten
- Druckmethode: Matrixdruck (Impact Dot Matrix)
- Zeichenmatrix: 6×7 Punkte
- Zeichengröße: Höhe: 2,4 mm; Breite 2,2 mm
- Zeilenlänge: max. 80 Spalten
- Zeilenabstand: DIP-Schalter: 6 Zeilen/Zoll oder 8 Zeilen/Zoll (1 Zoll = 2,54 cm)
- Druckgeschwindigkeit: 60 Zeichen/sek.
- Druckverfahren: Bidirektionaler Druck
- Papiertransport: Einzelseiten oder optionaler Stachelwalzenantrieb
- Farbband-Typ: KMP-Farbband, Nylon schwarz
- Papierbreite: A4, Letter und optional Endlospapier 4,0 bis 10 Zoll breit
- Kopien/Durchschläge: Original + 2 Durchschläge
- Grafik: Punktadressierbar, 7 senkrechte Punkte/Spalte, 480 Punkte horizontal
- CPU: NEC µPD7811G, 128 Bytes RAM, 10 MHz
- 4 KB ROM (2732 EPROM)
- Stromverbrauch: 8 W im Leerlauf, 30 W beim Druck
- Gewicht: ca. 2,0 kg
- Preis: ca. 550 Mark (Jahr 1985), zusätzlich 100 Mark für Traktorantrieb

## Geräteadresse
Die Geräteadresse ist standardmäßig auf 4 eingestellt. Über drei Jumper auf der Platine kann ein Wert von 4 bis 11 gewählt werden.